# Тепловая кулинарная обработка
Тепловая обработка применяется в кулинарии для большинства продуктов. Целями обработки являются:
- размягчение;
- улучшение (вкуса, запаха, внешнего вида);
- обеззараживание;
- облегчение переваривания.

## Виды тепловой обработки
Анфимова[кто?] выделяет следующие способы тепловой обработки:

### Основные
- Варка — один из самых распространённых видов термической обработки. Заключается в том, что обработке подвергается продукт, полностью погружённый в горячую (или кипящую) воду или насыщенную атмосферу водяного пара[3].
  - Варка на пару — термическая обработка под воздействием горячего пара, проводится в пароварке, пароконвектомате или паровом шкафу.
  - Поширование — медленное приготовление продуктов в воде без кипения при температуре менее 95 °C; щадящий способ термической обработки продуктов, который помогает сохранить структуру и витамины в применяемых продуктах. Используется для приготовления овощей, фруктов, рыб, яиц и мяса.
  - Готовка в вакууме (су-вид) — варка продуктов в воде в вакуумной упаковке при невысокой температуре.
  - Варка в автоклаве проводится под избыточным давлением при температуре 110—130 °C. Время приготовления существенно сокращается; бытовой автоклав называется «скороваркой».
- Припускание — недолгая варка в небольшом количестве жидкости (или и вовсе «в собственном соку») в закрытой посуде. Припускание возможно и в жире при невысокой температуре (90—95 °C).
- Жаренье — один из самых распространённых видов термической обработки. Продукт при основном способе жаренья прилегает к посуде, на которой имеется тонкий слой горячего жира.
  - Жаренье во фритюре, когда продукт полностью погружён в жир.
  - Жаренье в жарочном шкафу (разновидность запекания) с малым количеством жира при температуре 150—270°С.
  - Жаренье на открытом огне (разновидность запекания) — один из самых древних кулинарных приёмов, заключается в обработке продукта открытым огнём до готовности.
  - Пряжение — жарка в большом количестве масла (продукт полупогружён).
  - Обжаривание — один из видов жаренья, как правило, вспомогательная процедура, имеющая своей целью создание корочки на продукте. Часто проводится после низкотемпературной процедуры (варки или су-вида).
  - Выпекание — жаренье мучных продуктов в жарочном шкафу (духовке).
- Горячее копчение — термическая обработка продукта горячим дымом.

### Комбинированные
- тушение — припускание уже обжаренного продукта в бульоне или соусе с добавлением приправ и специй.
  - томление — разновидность очень долгого, медленного тушения при сравнительно небольших температурах или даже медленном остывании уже готового блюда.
  - конфи — медленное тушение продуктов (чаще всего птицы или мяса) полностью погружённых в жир при температуре около 100 °C; часто используется во французской кухне.
- запекание — термическая обработка продукта в печи, духовом шкафу. Производится при высокой температуре (240—250 °C) до готовности или образования корочки. Обычно запекаются предварительно обработанные (варёные, припущенные или обжаренные) продукты, но можно запекать и сырые (яйца, творог, рыбу).
- Варка с обжаркой применяется в случае очень нежных продуктов (которые не удаётся поджарить напрямую) или, наоборот, очень грубых, которые не успевают размягчиться при жарке, а также в диетическом питании.
- Брезирование — припускание предварительно обжаренного продукта в бульоне или жире.

### Вспомогательные
- Бланширование — кратковременное ошпаривание кипятком. Применяется для упрощения дальнейшей обработки, уменьшения потемнения, удаления горького привкуса.
- Гратинирование — покрытие продукта при приготовлении другим продуктом. Последний при термической обработке тает и создаёт корочку. Типичный пример — гратинирование сыром (примеры приготовления в яйце — льезон или бризоль).
- Пассерование — медленное обжаривание в жиру овощей при температуре 120 °C с экстракцией жиром красящих и ароматических веществ без образования корочки.
- Опаливание — удаление шерсти и волосков с тушек животных и субпродуктов.
- Термостатирование — поддержание температуры перед раздачей или во время перевозки.
- Фламбирование — воспламенение на поверхности готового блюда спиртных напитков. Применяется и для улучшения вкуса блюда, и для эффектности подачи блюда.